# Басијон Возе
Басијон Возе (фр. Bassillon-Vauzé) насеље је и општина у југозападној Француској у региону Аквитанија, у департману Атлантски Пиринеји која припада префектури По.
По подацима из 2011. године у општини је живело 72 становника, а густина насељености је износила 14,52 становника/km². Општина се простире на површини од 5 km². Налази се на средњој надморској висини од 211 метар (максималној 303 m, а минималној 190 m).

## Демографија
| 1962. | 1968. | 1975. | 1982. | 1990. | 1999. | 2011. |
| ----- | ----- | ----- | ----- | ----- | ----- | ----- |
| 95    | 75    | 76    | 77    | 76    | 72    | 72    |

График промене броја становника у току последњих година